# 115-я отдельная механизированная бригада
115-я отдельная механизированная бригада (укр. 115-та окрема механізована бригада) (сокр. 115 ОМБр, в/ч A4053) — тактическое соединение Сухопутных сил Украины.

## История
Бригада сформирована в марте 2022 года, вскоре после начала полномасштабного вторжения России на Украину. Она принимала участие в обороне Северодонецка и Лисичанска. Летом 2022 года вместе с другими подразделениями ВСУ бригада отступила к Северску, где продвижение ВС РФ в 2022 было остановлено.
В 20-х числах апреля 2024 года бригада должна была заменить на позициях под Очеретино 47-ю омехбр, которая почти год была на передовых позициях практически без ротации. Однако после отхода 47-й бригады, солдаты 115-й бригады на её позиции вовремя не зашли, тем самым позволив 30-й омсбр ВС РФ занять большую часть населённого пункта. Более серьёзные продвижения ВС РФ удалось предотвратить благодарю тому, что 47-я бригада вернулась на позиции и снова приняла бой, также командованию ВСУ пришлось ввести в бой 100-ю омехбр, изначально формировавшуюся как бригада территориальной обороны, получившую статус механизированной только в конце марта и имеющую мало тяжелого вооружения.
Связанный с ВСУ телеграм-канал DeepState обвинил 115 отдельную механизированную бригаду в оставлении позиций в районе посёлка Очеретино, что позволило ВС РФ проникнуть в населённый пункт. Бригада отвергает обвинения. Для расследования произошедшего специально создана военная комиссия.

## Вооружение
Бригада вооружена БМП-2 и некоторым количеством БТР M113, поставленных западными странами.